# Веселе (Кальміуська міська громада)
Весе́ле — село в Україні, у Кальміуській міській громаді Кальміуського району Донецької області. Населення становить 108 осіб.

## Загальні відомості
Село розташоване на лівому березі р. Кальміус. Відстань до райцентру становить близько 19 км і проходить автошляхом Т 0508.
Із 2014 р. внесено до переліку населених пунктів на Сході України, на яких тимчасово не діє українська влада.

## Історія
Веселе до 1917 — німецький хутір області Війська Донського, Таганрозький округ Павлопільської волості; у радянські часи — Сталінська область, Тельманівский (Остгаймський) німецький/Старо-Каранський район. Мешканців: 52 (1915), 74 (1924).

## Населення
За даними перепису 2001 року населення села становило 108 осіб, із них 50,93 % зазначили рідною мову українську та 44,44 % — російську.